# Лазы в Абхазии
Лазы в Абхазии — представители лазской диаспоры, проживающей в Абхазии.

## История
Присутствие лазов в Абхазии относится еще ко временам Колхиды и Лазского царства. Согласно некоторым источникам, первоначальное место обитания лазов находилось на северо-западных границах Абхазии, там, где Арриан упоминает "Παλαιά Λαζική" («Palaia Lazikê» -старая Лазика», возможно, Небугская).
В наше время появление лазов в Абхазии в основном связаны с османским периодом. Лазы, будучи рыбаками и производителями табака, были выходцами с территории турецкого Лазистана. Большинство лазы-мусульмане не знали грузинского языка и общались на турецком языке. Также стоит отметить, что значительная часть так называемых турок в Абхазии фактически были этническими лазами.
Во время Первой мировой войны 10,000 лазов, являющихся подданными Османской империи и работавших на табачных плантациях в Сухумского округа, были депортированы в Рязань и Тамбов. Возвращение им было разрешено только после того, как Временное правительство пересмотрело их статус в июне 1917 года и определило, что «их принадлежность к грузинскому народу» является достаточным основанием для возврата.
В начале XX века, на территории Сухумского округа проживало около 956 мусульман, говоривших на лазском языке.
Согласно данным переписи населения 1926 года, на проживание в Закавказской СФСР оставалось только несколько сотен лазов. К численности лазской общины в этот период принадлежали около 508 человек, большинство из которых жили как в Сухумском округе, так и на территории, подведомственной Андреевскому сельскому совету.
В 1920-х годах, в селе Абхархук Гудаутского района Абхазии, проживало 58 лазских семей, из которых 137 человек свободно говорили на лазском языке.
В 1930 году, лазы проживали не только в селе Абхархук, но и преимущественно в селе Цара-Шбаара, где лазы составляли большинство населения. К численности лазов в Абхазии к тому времени относили около 5 тысяч человек.
Советская власть стремилось поддерживать лазов, выделяя средства на лазскую газету, школьные учебники на лазском языке и выделяя земельные участки для создания лазского колхоза. В 1930 году, для лазов выделили землю в Очамчирском районе (в местности Скурча), где было организовано колхозное хозяйство «Красный Лазистан».
В 1932 году численность лазов сократилась до 2 тысяч человек.
По данным И. Циташи в феврале 1935 года, около 4,5 тысяч человек лазов покинули Абхазию и уехали в Турцию.
Однако, в конце 1930-х годов и в 1949 году большинство лазов было выселено из Абхазии вместе с другими этническими группами. В конце 1950-х годов некоторые из них вернулись из места депортации.

## Сегодня
На сегодняши день Лазы в Абхазии в основном ассимилировались в Абхазском обществе. В современных условиях, они, как правило, неотличимы от абхазов в культурном и языковом отношении, за исключением отдельных представителей старшего поколения, которые все еще говорят на лазском языке и чувствуют себя лазами. Согласно данным списков избирателей 2014 года, в Абхазии зарегистрированы 128 совершеннолетних граждан, которые идентифицируют себя как этнических лазов. Большинство из них зарегистрированы в Сухуме и Очамчырском районе.